# Фред Мартін
Фредерік "Фред" Мартін (англ. Frederick "Fred" Martin, 13 травня 1929, Карноусті — 21 серпня 2013, Метвен) — шотландський футболіст, що грав на позиції воротаря, зокрема, за клуб «Абердин», а також національну збірну Шотландії.
Чемпіон Шотландії. Володар Кубка шотландської ліги. 

## Клубна кар'єра
Народився 13 травня 1929 року в місті Карноусті. Вихованець футбольної школи клубу «Карноусті Пенмур».
У дорослому футболі дебютував 1946 року виступами за команду «Абердин», кольори якої і захищав протягом усієї своєї кар'єри гравця, що тривала цілих п'ятнадцять років. Цікаво, що переходив на Піттодрі Мартін як півзахисник і тільки під час служби в армії перекваліфікувався у воротаря.

## Виступи за збірну
1954 року дебютував в офіційних матчах у складі національної збірної Шотландії. Протягом кар'єри в національній команді провів у її формі 6 матчів, пропустивши 20 голів.
У складі збірної був учасником чемпіонату світу 1954 року у Швейцарії, де зіграв з Австрією (0-1) і Уругваєм (0-7). Шотландська преса зробила Мартіна головним винуватцем крупної поразки уругвайцям.
Помер 21 серпня 2013 року на 85-му році життя у Метвені.

## Титули і досягнення
- Чемпіон Шотландії (1):

«Абердин»: 1946-1947
- Володар Кубка шотландської ліги (1):

«Абердин»: 1955-1956